# Geerland
Het Geerland is een voormalig wegwaterschap in de provincie Groningen. Het is genoemd naar de buurtschap Geer- of Gaarland onder Siddeburen.
Het schap had als taak de aanleg van een verharde weg van het Gaar- of Geermaar naar de toenmalige provinciale weg (= Damsterweg) van Appingedam naar Siddeburen. Tegenwoordig is dit de Geerlandweg. 
Het weg wordt sinds 2018 beheerd door de gemeente Midden-Groningen.